# Municipio de Erie (condado de Sedgwick)
El municipio de Erie (en inglés: Erie Township) es un municipio ubicado en el condado de Sedgwick en el estado estadounidense de Kansas. En el año 2010 tenía una población de 100 habitantes y una densidad poblacional de 1,09 personas por km².

## Geografía
El municipio de Erie se encuentra ubicado en las coordenadas 37°31′10″N 97°45′32″O / 37.51944, -97.75889. Según la Oficina del Censo de los Estados Unidos, el municipio tiene una superficie total de 91.51 km², de la cual 91,49 km² corresponden a tierra firme y (0,03 %) 0,03 km² es agua.

## Demografía
Según el censo de 2010, había 100 personas residiendo en el municipio de Erie. La densidad de población era de 1,09 hab./km². De los 100 habitantes, el municipio de Erie estaba compuesto por el 96 % blancos, el 2 % eran amerindios y el 2 % eran de una mezcla de razas. Del total de la población el 0 % eran hispanos o latinos de cualquier raza.